# Christian Felber

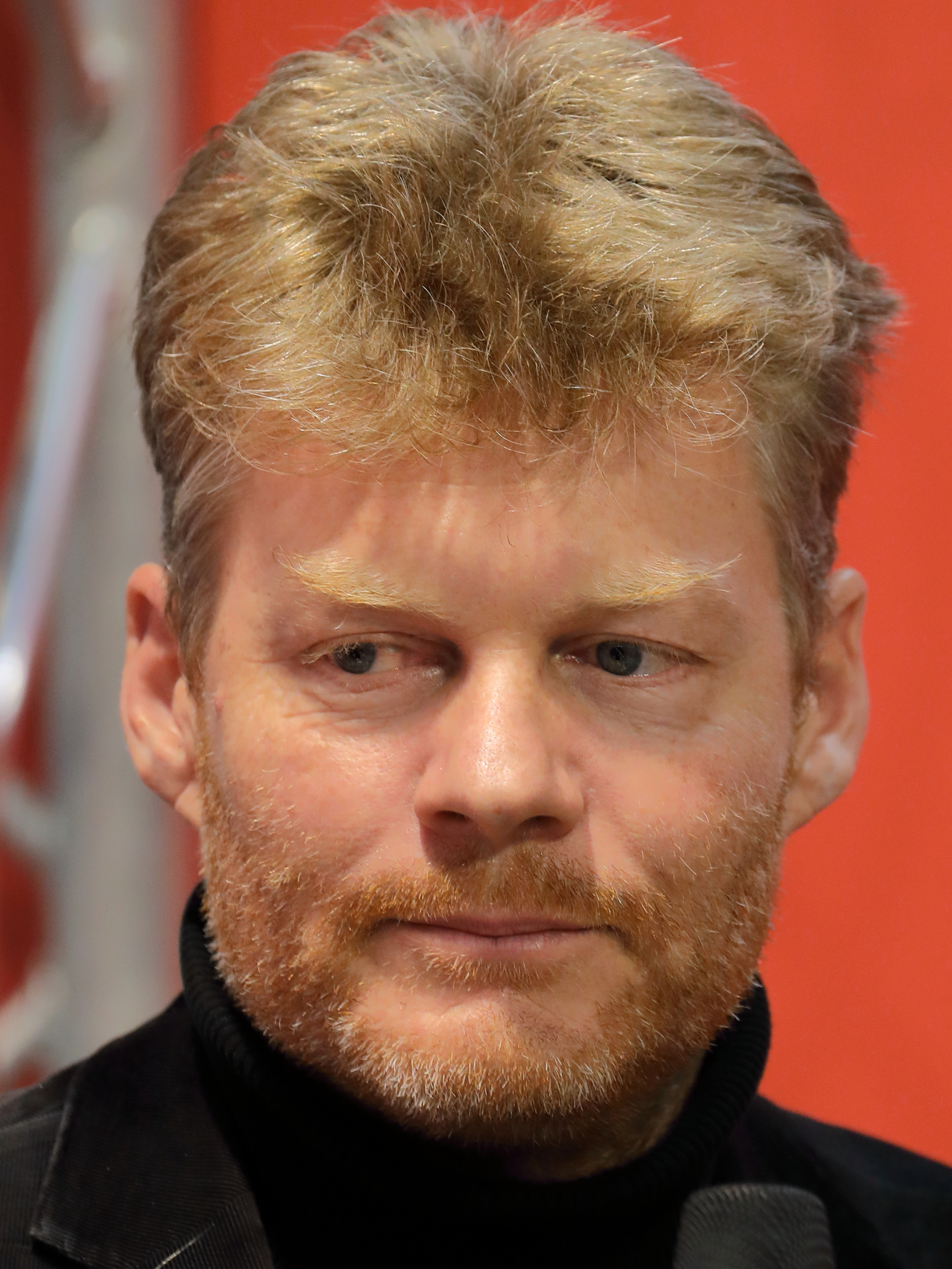
Christian Felber (2019)

Christian Felber (* 9. Dezember 1972 in Salzburg) ist ein österreichischer Autor und politischer Aktivist. Er ist Gründungsmitglied von Attac Österreich, Initiator der Gemeinwohl-Ökonomie und des Projekts Bank für Gemeinwohl.

## Leben
Felber wuchs in Salzburg als Sohn eines Lehrers auf. Er studierte in Wien und Madrid romanische Philologie (Spanisch) als Hauptfach sowie Politikwissenschaft, Psychologie und Soziologie als Nebenfächer. Parallel zum Studium absolvierte er eine Ausbildung als Tänzer. Er beendete sein Studium 1996 mit einem Magister in romanischer Philologie. Seitdem arbeitet er als freier Autor. Im Jahr 1998 erhielt er Arbeitsstipendien des Landes Salzburg und des Bundeskanzleramtes für Literatur.

### Politisches Engagement
Christian Felber war 2000 Mitbegründer von Attac in Österreich, bis 2003 war er im Vorstand und bis April 2014 einer ihrer Sprecher.
2009 war er Mitgründer der Bewegungsstiftung Österreich, die ihre Tätigkeit mit der Starthilfe für das Projekt Demokratische Bank und die Gemeinwohl-Ökonomie beendete. 2014 entstand daraus eine Genossenschaft, deren Ziel die Gründung der Bank für Gemeinwohl war.
2018 war Felber Gründungsmitglied der Bürgerbewegung Finanzwende. Außerdem ist er Mitglied des 2018 gegründeten ECG Management Teams des internationalen Dachverbands der Gemeinwohlökonomie.
Felber schreibt Medien-Kommentare auf Deutsch, Englisch und Spanisch. Er ist Autor und Mitautor von zahlreichen Veröffentlichungen, darunter 15 Bücher. Sein Buch Gemeinwohl-Ökonomie erschien in zwölf Sprachen, die englische Ausgabe enthält ein Vorwort von Nobelpreisträger für Wirtschaftswissenschaften Eric Maskin.

### Gemeinwohlökonomie
2010 initiierte Felber gemeinsam mit einer Runde von mehreren Unternehmern das Projekt Gemeinwohlökonomie. Laut Felber sollen ökonomische Handlungen und deren Erfolgsmessungen sowohl auf staatlicher als auch auf betrieblicher Ebene auf das Gemeinwohl als übergeordnetes Ziel bezogen werden. Dies sei bereits in verschiedenen demokratischen Verfassungen verankert. Aus Felbers Gedanken zu einer auf sozialen und ökologischen Werten ausgerichteten Wirtschaftsweise entwickelte sich eine zivilgesellschaftliche Bewegung, welche nach eigenen Angaben in 33 Ländern aktiv ist. Als zentrales Instrument zur Veränderung wird eine selbstentwickelte sogenannte Gemeinwohl-Bilanz vorgeschlagen. Anhand unterschiedlicher Kriterien, wie einer ökologischen Produktgestaltung oder einer innerbetrieblichen Demokratie und Transparenz, sollen Unternehmen eine Bewertung vornehmen und Veränderungsprozesse einleiten. Inzwischen haben 830 kleine und mittelständische Unternehmen eine solche Gemeinwohlbilanz erstellt (August 2022). Insbesondere größere Unternehmen stehen der vorgeschlagenen neuen Bilanzierung kritisch gegenüber, auch da eine „Suffizienzorientierung bei Produkten und Produktion sowie die Solidarität mit Wettbewerbern“ verlangte Punkte, an denen es zu arbeiten gelte, sind.

### Wissenschaftliche Arbeit
Von Herbst 2008 bis 2017 war Felber Lektor an der Wirtschaftsuniversität Wien. Er erhielt weitere Lehraufträge an der Universität Klagenfurt, Universität Graz (Lehrpreis 2013), Universität für Angewandte Kunst Wien, FH Wiener Neustadt, FH Burgenland und Duale Hochschule Baden-Württemberg.
2018 wurde Felber Senior Fellow am Institut für transformative Nachhaltigkeitsforschung (IASS) in Potsdam. Als Partner-Stipendiat („Affiliate Scholar“) hat er 2019 ein Forschungsprojekt zur nicht-finanziellen Berichterstattung von Unternehmen geleitet und eine Studie mitveröffentlicht. Außerdem ist Felber Mitglied des Beirates des MBA-Studiengangs Zukunftstrends und Nachhaltiges Management der Hochschule für Wirtschaft und Umwelt Nürtingen-Geislingen.

### COVID-19-Pandemie
Felber kritisierte – nicht unwidersprochen – während der COVID-19-Pandemie öffentlich die in Österreich ergriffenen Maßnahmen und die Impfstoffe.

### Privates
1999 veröffentlichte Felber den Gedichtband Von Fischen und Pfeilen. Seit 2004 betätigt sich Felber im Zeitgenössischen Tanz.

## Rezeption
Felbers Buch Gemeinwohlökonomie wurde ausführlich in deutschsprachigen Medien aufgegriffen, unter anderem der Süddeutschen Zeitung, der Neuen Zürcher Zeitung oder dem Deutschlandfunk. Felbers Buch This is not economy: Aufruf zur Revolution der Wirtschaftswissenschaft wurde in verschiedenen Medien besprochen und erntete sowohl Zustimmung als auch Kritik. Zu den kritischen Besprechungen zählten solche in der Fachzeitschrift Makronom, im Deutschlandfunk Kultur und im Tagesspiegel.
2016 kritisierten 110 Wirtschaftswissenschaftler in einem Offenen Brief an die österreichische Bildungsministerin Gabriele Heinisch-Hosek  die Nennung Felbers in einem Schulbuch in einem Atemzug mit den Nationalökonomen John Maynard Keynes, Karl Marx, Milton Friedman und Friedrich August von Hayek. Felber sei primär politischer Aktivist, verfüge über keinerlei wirtschaftswissenschaftliche Ausbildung und könne auch keine Publikation in diesem Feld vorweisen. Die von ihm propagierte Gemeinwohltheorie erfülle nicht die üblichen Kriterien von Wissenschaftlichkeit. Daraufhin ersetzte das Bildungsministerium Felber im Schulbuch durch den Nobelpreisträger Amartya Sen. Sogar Felber selbst war überrascht von seiner Nennung, erhob aber den Einwand, dass auch Adam Smith gar kein Ökonom, sondern Moralphilosoph gewesen sei.
2020 erklärt er Steinheim zur „ersten zertifizierten, gemeinwohl-bilanzierenden Stadt Deutschlands“, nachdem er dort drei Jahre zuvor „eine Medaille für Querdenker und Pioniere“ erhielt.

## Auszeichnungen
- 2013: Lehrpreis der Universität Graz[29]
- 2014: Premio Nueva Civilización[30]
- 2014: getAbstract International Book Award[31]
- 2015: Premio Verde[32]
- 2017: Zeit-Wissen-Preis Mut zur Nachhaltigkeit[33]
- 2017: Reineccius-Medaille[34]
- 2017: Menschenrechtspreis beim Festival de Cinema i Drets Humans de Barcelona[35]
- 2017: pro Zukunft Top Ten der Zukunftsliteratur 2017 für Ethischer Wandel[36]

## Schriften (Auswahl)

### Monographien und Sammelbände
- Lob der Grundrechte: Wie wir in kommenden Krisen das Gemeinwohl schützen, Westend, 2025, ISBN 9783987910906.
- This is not economy: Aufruf zur Revolution der Wirtschaftswissenschaft. Deuticke, Wien 2019, ISBN 978-3-552-06402-7.
- Geld – Die neuen Spielregeln. Deuticke, Wien 2014, ISBN 978-3-552-06213-9.
- Freihandelsabkommen TTIP – Alle Macht den Konzernen? Hanser, München 2014, ISBN 978-3-446-24801-4.
- Retten wir den Euro! Deuticke, Wien 2012, ISBN 978-3-552-06187-3.
- Ethischer Welthandel. 2017, Deuticke Verlag, ISBN 978-3-552-06338-9, ePUB-Format ISBN 978-3-552-06346-4.
- Die innere Stimme. Wie Spiritualität, Freiheit und Gemeinwohl zusammenhängen. 2015, ISBN 978-3-88095-283-6 E-Book ISBN 978-3-88095-285-0.
- L'Economie citoyenne – ou quand l'intérêt général s'invite dans le bilan des entreprises. Actes Sud, 2011, ISBN 978-2-7427-9698-4.
- Die Gemeinwohl-Ökonomie – Das Wirtschaftsmodell der Zukunft. 2010, ISBN 978-3-552-06137-8.
  - Gemeinwohl-Ökonomie, aktualisierte und erweiterte Ausgabe 2018, ISBN 978-3-492-31236-3.
- Kooperation statt Konkurrenz – 10 Schritte aus der Krise. 2009, ISBN 978-3-552-06111-8.
- Als Herausgeber: Wir bauen Europa neu – Wer baut mit? Alternativen für eine demokratische, soziale, ökologische und friedliche EU. 2009, ISBN 978-3-7017-3129-9.
- Neue Werte für die Wirtschaft – Eine Alternative zu Kommunismus und Kapitalismus. 2008, ISBN 978-3-552-06072-2.
- Das kritische EU-Buch – Warum wir ein anderes Europa brauchen. 2006, ISBN 3-552-06032-4.
- 50 Vorschläge für eine gerechtere Welt – Gegen Konzernmacht und Kapitalismus. 2006, ISBN 3-552-06032-4.
- Attac (Hrsg.): Die geheimen Spielregeln des Welthandels WTO – GATS – TRIPS – MAI. ISBN 3-85371-200-2, Wien 2004
- mit Michel Reimon: Schwarzbuch Privatisierung – Wasser, Schulen, Krankenhäuser – was opfern wir dem freien Markt? 2003, ISBN 3-8000-3996-6.
- Von Fischen und Pfeilen – Poesie zum Anfassen. 1999, ISBN 3-85273-072-4.
- Die Vision vom Grünen Juwel, gemeinsamer Buchbeitrag mit Peter Weish S. 243–267 in: G. Witzany (HG). Zukunft Österreich : EU-Anschluss und die Folgen. Salzburg Unipress 1998, ISBN 3-85419-108-1.
- Hacia un Futuro ecológico: el paciente España. Editorial Fundamentos Madrid 1998, ISBN 84-245-0779-7.

### Einzelbeiträge
- J. Dolderer, C. Felber, P. Teitscheid: From Neoclassical Economics to Common Good Economics. In: Sustainability 2021, 13(4), 2093.
- C. Felber, V. Campos & J. R. Sanchis: The Common Good Balance Sheet, an Adequate Tool to Capture Non-Financials?. In: Sustainability 2019, 11, 3791.
- C. Felber: Vom Bruttoinlandsprodukt zum Gemeinwohl-Produkt. In: Bernd Schleich, Yvonne Zwick (Hrsg.): Vom betrieblichen Umweltschutz zur großen Transformation Festschrift für Prof. Dr. Maximilian Gege, oekom, Juli 2022, S. 349–358.[37]
- Felber gegen Felbermayr: „Trump ist ein Weckruf“, Streitgespräch mit dem ifo-Ökonomen Gabriel Felbermayr über die Zukunft des Welthandels. In: trend 22/2017.[38]